# Michael Newrzella

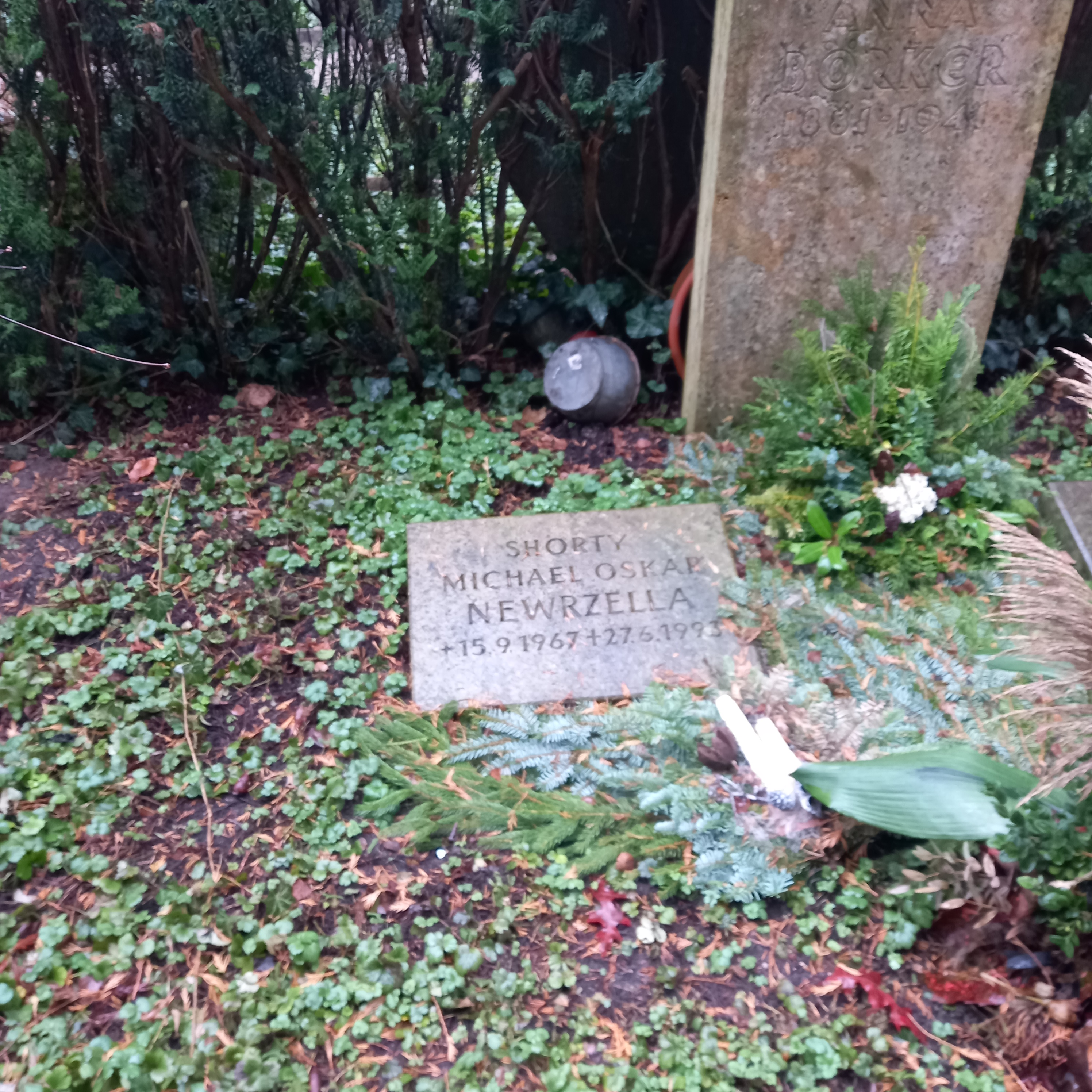
La tomba de Michael Newrzella al cementiri de Nienstedten d'Hamburg

Michael Oskar Newrzella, més conegut com a Michael Newrzella o «Shorty», (Aquisgrà, 15 de setembre de 1967 - Bad Kleinen, Mecklenburg-Pomerània Occidental, Alemanya, 27 de juny de 1993) va ser un agent de policia alemany, membre de la GSG 9, la unitat antiterrorista i d'operacions especials de la Policia Federal alemanya, que va ser assassinat per la Fracció de l'Exèrcit Roig (RAF).

## Trajectòria
El 27 de juny de 1993 va participar en una operació conjunta de l'Oficina Federal de Policia Criminal i la Policia Federal de Fronteres per arrestar als membres de la RAF, Wolfgang Grams i Birgit Hogefeld, a l'estació de trens de Bad Kleinen, a l'estat federal de Mecklenburg-Pomerània Occidental. L'operatiu es va dur a terme gràcies a una informació desvetllada per Klaus Steinmetz, un activista ecologista d'esquerra de la regió del Rin-Main, reclutat per l'agència d'intel·ligència policial alemanya, l'Oficina Federal per a la Protecció de la Constitució, que s'havia infiltrat al grup armat. Durant el procés de detenció, Grams va aconseguir treure una arma i disparar a dos dels agents que intentaven detenir-lo però només va encertar amb Newrzella, que el va ferir greument i va morir poques hores després. Posteriorment, els agents van declarar que van veure a Grams «caure sobtadament cap enrere» fora de l'andana de l'estació i sobre les vies del tren. Presumptament, abans o després de caure, es va disparar un tret al cap. Immediatament després va ser portat en helicòpter a la Universitat Mèdica de Lübeck, on va morir unes hores més tard producte de les ferides de bala.
Durant la investigació del succés va sorgir la hipòtesi que Grams no s'havia disparat a si mateix, sinó que havia estat executat, amb un tret al cap des de curta distància, per un oficial del GSG 9. La cort de Schwerin va investigar aquestes al·legacions i, al gener de 1994, va concloure que eren incorrectes. Els pares de Grams van impugnar aquesta conclusió del tribunal, però va ser confirmada per cinc tribunals més, inclòs el Tribunal Europeu de Drets Humans l'any 1999.
El ministre de l'Interior, Rudolf Seiters, va assumir la responsabilitat del mal plantejament i execució de l'operació i va dimitir al juliol d'aquell mateix any. Així mateix, la ministra de Justícia va cessar el fiscal federal en cap, Alexander von Stahl, que ja duia mesos rebent crítiques per la seva actuació permissiva amb accions de violència de l'extrema dreta. A ambdós se'ls va acusar d'haver realitzat «declaracions falses o enganyoses». Per la seva banda, el canceller alemany Helmut Kohl va visitar la unitat del GSG 9 implicada en els fets, els va trasmetre la seva permament confiança i va comunicar el seu rebuig a qualsevol mena de proposta que suposés la dissolució del grup policial.